# 부쿠레슈티 지하철

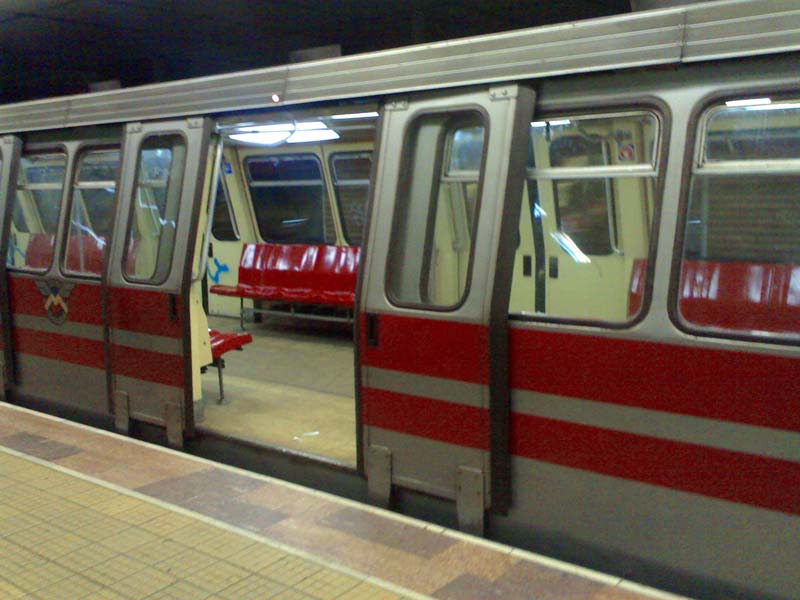
부쿠레슈티 지하철의 차량

부쿠레슈티 지하철(루마니아어: Metroul din Bucureşti)은 루마니아 부쿠레슈티를 중심으로 운영되는 지하철이다. 1979년에 첫 노선이 개통되었으며, 2022년 1월 기준 5개 노선의 총 62개 역과 총 길이 78km 규모를 가지고 있다.

## 같이 보기
- 지하철 목록
- 지하철